# Echineulima
Genre
Synonymes
- Luetzenia Warén, 1980[1]

Echineulima est un genre de mollusques gastéropodes au sein de la famille Eulimidae. Les espèces rangées dans ce genre sont marines et parasitent des échinodermes ; l'espèce type est Echineulima mittrei.

## Distribution
Certaines de ces espèces sont distribuées dans l'océan Atlantique et en mer Méditerranée.

## Liste d'espèces
Selon World Register of Marine Species (30 août 2017) :
- Echineulima asthenosomae (Warén, 1980)
- Echineulima biformis (G. B. Sowerby III, 1897)
- Echineulima leucophaes (Tomlin & Shackleford, 1913)
- Echineulima mittrei (Petit de la Saussaye, 1851)
- Echineulima ovata (Pease, 1861)
- Echineulima paulucciae (P. Fischer, 1864)
- Echineulima philippinarum (G. B. Sowerby III, 1900)
- Echineulima ponderi Warén, 1980
- Echineulima robusta (Pease, 1860)
- Echineulima thaanumi (Pilsbry, 1921)
- Echineulima toki (Habe, 1974)